# Dingyuan (Schiff)
Die Dingyuan (chinesisch 定遠 / 定远, Pinyin Dìngyǔan, W.-G. Tingyüan, japanische Lesung Teien) war ein in Deutschland für China gebautes Turmschiff und ab 1885 das Flaggschiff der Kaiserlichen Nordflotte; in älteren Büchern wird sie auch Ting Yuen oder Ting Yuan genannt. Sie ging im Ersten Japanisch-Chinesischen Krieg verloren.
Ihr Schwesterschiff war die gleichzeitig gelieferte Zhenyuan (chinesisch 鎮遠 / 镇远, Pinyin Zhènyuăn, W.-G. Chenyüan, auch Chen Yuen genannt, jap. Lesung Chin’en), die im Japanisch-Chinesischen Krieg von Japan erbeutet wurde und dort bis 1911 als Chin’en im Dienst blieb.

## Konstruktion

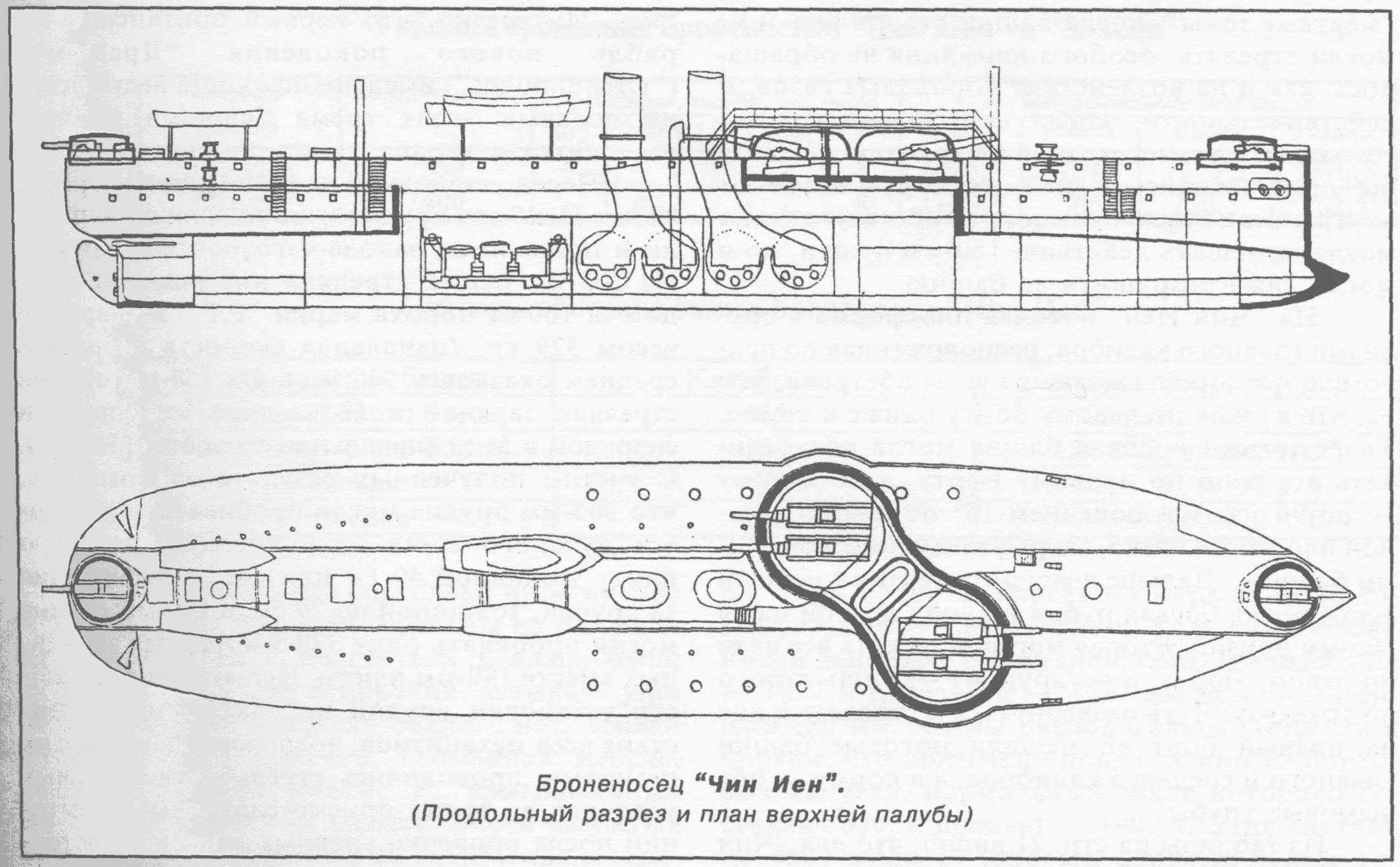
Plan der Dingyuan

Die Dingyuan war der Entwurf eines „gepanzerten Turmschiffes“ von 7670 Tonnen. Es handelte sich um eine Weiterentwicklung der Zitadell-Panzerschiffe der Sachsen-Klasse. Sie galt als eines der modernsten Schlachtschiffe ihrer Zeit und den Schiffen der britischen oder der deutschen Flotte zumindest ebenbürtig. Sie war 94,5 m lang, 18,4 m breit und hatte einen Tiefgang von 5,9 m. Geschützt wurde das Schiff durch einen Panzergürtel von 300 mm Stärke, der jedem Gefecht bei den damals vorhandenen Geschützen standhalten sollte.
Die Dingyuan konnte mit ihren 6.000 PS 14,5 kn laufen und hatte eine Reichweite von 4500 Seemeilen bei einer Marschgeschwindigkeit von 10 kn.
Die Besatzung wurde aus 363 Offizieren und Mannschaften gebildet. Um den Bedürfnissen der Besatzung und der Maschinen zu genügen, waren zwanzig Entsalzungsanlagen an Bord, die hinreichend Frischwasser produzierten.

### Bewaffnung
Die Hauptbewaffnung bestand aus vier 305-mm-Kanonen von Krupp in zwei Barbetten nach vorn gerichtet auf der Backbord- und Steuerbord-Seite. Diese Kanonen hatten eine Reichweite von 7.800 m. Zwei 150-mm-Krupp-Kanonen wurden in Einzeltürmen am Bug und am Heck installiert. Diese hatten eine Reichweite von 11.000 m. Darüber hinaus verfügte das Schiff über sechs 37-mm-Kanonen und drei Überwasser-Torpedorohre. Auch befanden sich zwei kleine 16-t-Torpedoboote an Bord, welche die Einsatzmöglichkeiten der Dingyuan erweiterten.

## Einsatzgeschichte

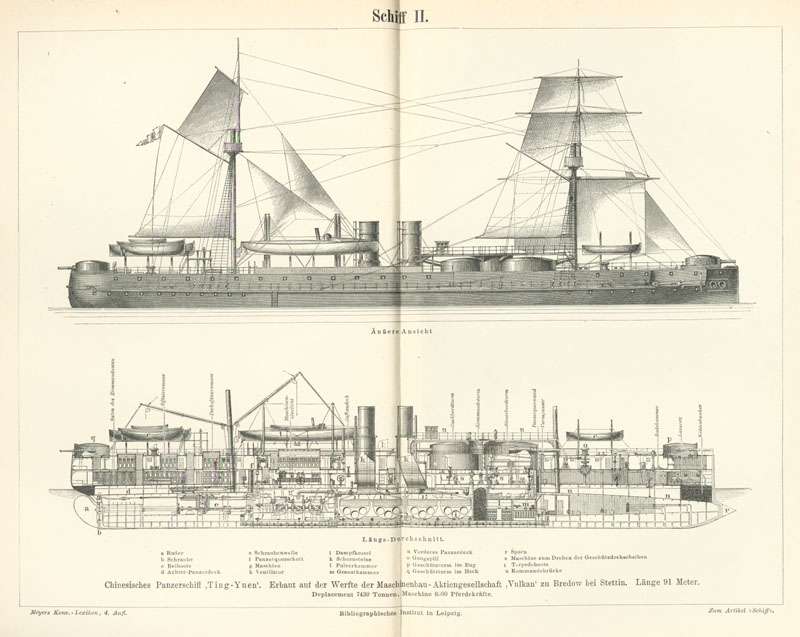
Die Dingyuan in Meyers Lexikon

Nach Verhandlungen mit der britischen und der deutschen Regierung vergab die chinesische Regierung 1881 den Auftrag über 1,7 Millionen Silber-Tael (6,2 Millionen Goldmark) für ein modernes Kriegsschiff an die deutsche AG Vulcan Stettin. Die Kiellegung erfolgte auf der Stettiner Werft am 31. März 1881 und sie lief am 28. Dezember 1881 vom Stapel. Die Seeerprobung begann am 2. Mai 1883.
1884 lief die Dingyuan mit einer deutschen Besatzung zur Ablieferung aus. Auf Wunsch Frankreichs, das sich in einem Konflikt mit China befand, der in den Chinesisch-Französischen Krieg (1884–1885) mündete, wurde die Lieferung verzögert. Die Dingyuan war ein sehr starkes Schiff und jedem Schiff des französischen Chinageschwaders unter Admiral Courbet weit überlegen. Ihre Beteiligung hätte den Konflikt, besonders die Seeschlacht von Fuzhou im August 1884, wahrscheinlich erheblich zugunsten Chinas beeinflusst.
Nach dem Friedensschluss erfolgte ab dem 3. Juli 1885 die Überführung der Dingyuan durch das Mittelmeer und den Sueskanal nach China unter deutscher Handelsflagge zusammen mit dem Schwesterschiff Zhenyuan und dem ebenfalls in Stettin gebauten Kreuzer Jiyuan, der eigentlich als drittes Turmschiff geplant war. Allerdings standen nicht genügend Mittel zur Verfügung und es wurde stattdessen nur ein kleiner Geschützter Kreuzer gebaut. Am 29. Oktober 1885 trafen die Schiffe in China (Tianjin) ein und bildeten den Kern der Nordflotte.
Die erste Auslandsreise führte im Juli 1886 die beiden Turmschiffe mit sechs anderen Schiffen nach Wŏnsan in Korea. Es folgten Besuche in Wladiwostok, Tokio und Nagasaki. Im August 1886 kam es in Nagasaki zu Unruhen wegen des Auftretens der Matrosen bei einem Besuch wegen Missachtung japanischer Gebräuche. Noch im Frühjahr 1894 besuchten beide Turmschiffe mit den beiden ebenfalls aus Deutschland gelieferten kleinen Panzerkreuzern Jingyuan und Laiyuen Singapur und mussten dann wegen der Spannungen zwischen Japan und China schnell zurückmarschieren.
In den 1890er-Jahren verlor die schwache chinesische Regierung ihr Interesse an der weiteren Entwicklung ihrer Marine. Dazu kamen Korruption, Mangel an öffentlichen Mitteln und Inkompetenz in der Unterhaltung der Schiffe und Ausbildung der Besatzungen. Die in diesen Jahren erheblich ausgebaute Kaiserlich Japanische Marine hatte zu Beginn des Ersten Japanisch-Chinesischen Kriegs erst in Teilen die Stärke der chinesischen Nordflotte erreicht.

### Seeschlacht am Yalu
Dingyuan war das Flaggschiff des Admirals Ding Ruchang in der Seeschlacht am Yalu am 17. September 1894. In dieser Schlacht an der Grenze zwischen China und Korea versuchte die japanische Marine die Unterstützung und Versorgung der chinesischen Armee in Korea zu unterbinden, die durch die chinesische Flotte geschützt wurde. Das Hauptgeschwader der Chinesen lief anfangs in Kiellinie mit dem Kleinen Geschützten kreuzer Jiyuan (auch Tsi Yuen), der alten Guangjia (廣甲 / 广甲, auch Kuang Chia), dem Elswick-Kreuzer Zhiyuan (致遠 / 致远, auch Chih Yuen) und dem Vulcan-Kreuzer Jingyuan (經遠 / 经远, auch King Yuen) – die beide versenkt wurden –, den Turmschiffen Dingyuan und Zhenyuan (鎮遠 / 镇远, auch Chen Yuen), dem Vulcan-Kreuzer Laiyuan (來遠 / 来远, auch Lai Yuen) – der brennend und schwer beschädigt das Gefecht verließ, dem Elswick-Kreuzer Jingyuan (靖遠 / 靖远, auch Ching Yuen), der kleineren Chaoyong (超勇, auch: Chao Yung) – die versenkt wurde – und deren Schwesterschiff Yangwei (揚威 / 扬威) in das Gefecht mit den Japanern. Diese Formation behinderte die Turmschiffe in der Mitte der Reihe, da lange Zeit kleinere eigene Schiffe zwischen ihnen und dem Gegner lagen. Darüber hinaus konnte die Japaner ihr Feuer auf diese Einheiten konzentrieren. Dann teilten sie ihre Verbände in die schnelleren und langsamen Einheiten, so dass die Chinesen zwei Flottenteile zu bekämpfen hatten, die weit auseinander standen und unterschiedlich agierten.
In dieser Schlacht gehörten Admiral Ding Ruchang und viele seiner Offiziere zu den ersten Verletzten des Gefechts, als sie sich beim ersten eigenen Schuss auf der oberen Brücke befanden, die durch einen Konstruktionsfehler im Gefecht nicht benutzbar war. Die Japaner hatten in der Schlacht kein Mittel gegen die beiden Schlachtschiffe aus Deutschland, aber sie trennten einzelne Schiffe vom Flottenverband und versenkten diese.
Die Japaner versenkten fünf chinesische Kriegsschiffe und beschädigten drei erheblich. Etwa 850 chinesische Seeleute starben und über 500 wurden verwundet. Die Dingyuan hatte von den noch schwimmenden chinesischen Schiffen mit 14 Toten und 25 Verwundeten die größten Verluste. Als Nachteile der Turmschiffe hatte sich ihre langsame Feuergeschwindigkeit und der wegen mangelndem Aufwand geringe Munitionsvorrat erwiesen.

### Verlust der Nordflotte in Weihai

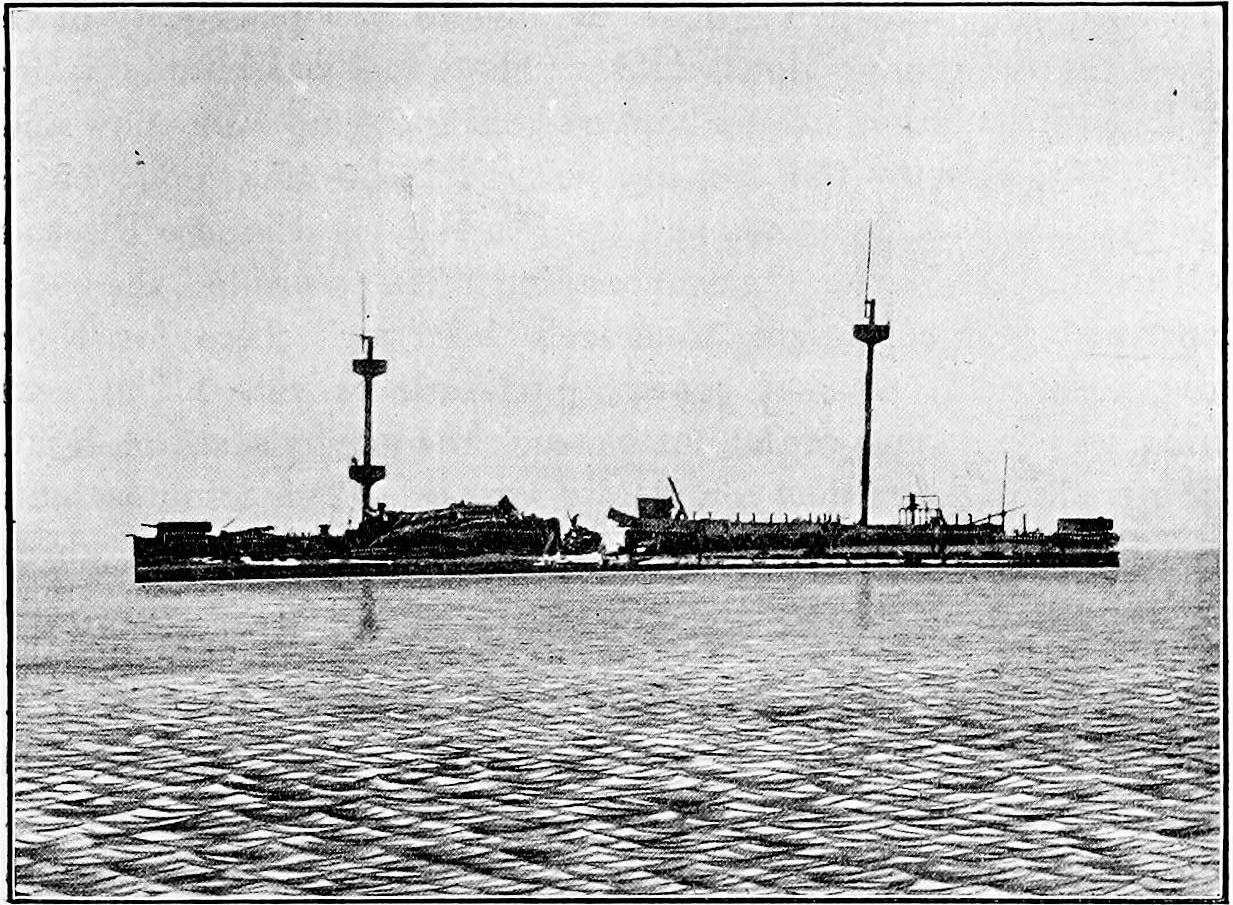
Die Dingyuan nach dem Torpedoboot-Angriff

Nach dem verlorenen Gefecht am Yalu zog sich die Nordflotte in ihren Stützpunkt auf der Liugong-Insel zurück. Anfang 1895 schlossen die Japaner die Flotte von See und Land ein. Am 5. Februar 1895 erlitt die Dingyuan schwere Beschädigungen durch einen japanischen Torpedotreffer. Dem folgten auch noch Artillerietreffer. Vor der Kapitulation der Flotte versenkte Kapitän Liu Buchan sein Schiff und nahm sich das Leben. Eine Unterstützung der Nordflotte durch die anderen chinesischen Flotten gab es bis zu diesem Stand des Krieges nicht.

## SchwesterschiffZhenyuan
Die nahezu identische Zhenyuan (auch Chen Yuen genannt) wurde ebenfalls von der AG Vulcan in Stettin gebaut. Ihre Kiellegung erfolgte im März 1882, der Stapellauf am 28. November 1882, und ihre Seeerprobung begann im März 1884. Die beiden Turmschiffe wurden in der Regel zusammen eingesetzt.
Im August 1886 kam es in Nagasaki zu Unruhen wegen des Auftretens der Matrosen bei einem Besuch. Am 24. Dezember 1894 strandete das Schiff nahe Weihaiwei, konnte aber abgebracht werden. Als der Stützpunkt Weihaiwei am 17. Februar 1895 kapitulierte, fiel die Zhenyuan in die Hände der Japaner, die sie in den beiden folgenden Jahren überholten und als Chin’en – der japanischen Lesung desselben Namens – als Linienschiff wieder in Dienst stellten.

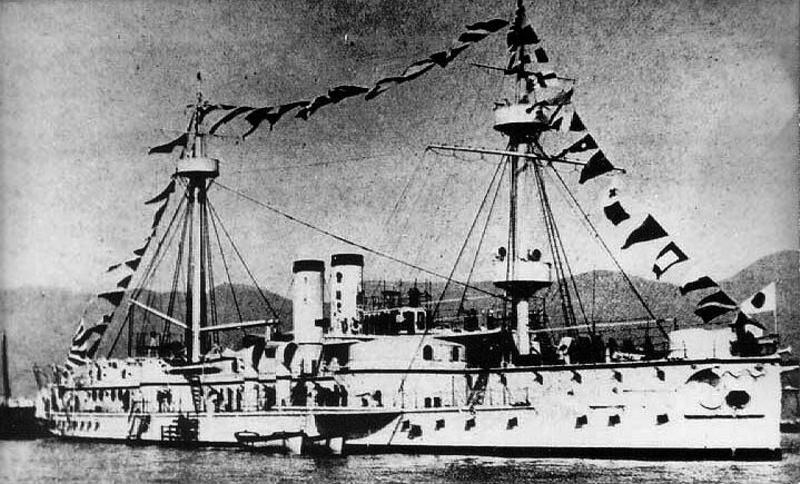
Die Chin’en, ehemals Zhenyuan

Bis zum Eintreffen der Fuji war sie das größte Schiff der japanischen Flotte. Während des Boxeraufstandes sicherte sie die japanischen Truppentransporte.
Im Jahr 1901 wurde das Schiff modernisiert: die beiden 150-mm-Krupp-Kanonen wurden durch vier 152-mm-Schnellfeuergeschütze ersetzt. Eines wurde im Bugturm, die drei anderen mit Schutzschilden am Heck (der Heckturm wurde demontiert) und hinter den Schornsteinen an den Seiten installiert. Die neue Bewaffnung gegen Torpedoboote bestand aus zwei 57-mm- und acht 47-mm-Geschützen. Die alten Zwillingstürme mit den Krupp-Kanonen blieben, die mögliche Geschwindigkeit sank auf 10,5 Knoten. Am 27. Mai 1903 kam es zu einem Unfall in einem Turm mit zwölf Toten.
Sie blieb während des Russisch-Japanischen Krieges als Linienschiff 2. Klasse in Dienst und diente im III. Geschwader (5. Division), das den Übergang des japanischen Heeres nach Korea und in die Mandschurei sicherte. In der Seeschlacht bei Tsushima beschoss sie noch die schwer beschädigte Knjas Suworow und das Werkstattschiff Kamtschatka. Im Juli 1905 kam die Chin’en bei der Besetzung Sachalins im neu aufgestellten IV. Geschwader (7. Division) zum Einsatz.
Ab 11. Dezember 1905 war sie nur Küstenschutzschiff und ab 1. Mai 1908 Schulschiff. Am 1. April 1911 schied die Chin’en aus dem aktiven Dienst aus und wurde als Zielschiff genutzt, wobei sie am 24. November 1911 durch den Panzerkreuzer Kurama schwer beschädigt wurde. Am 6. April 1912 wurde das Schiff verkauft und 1914 in Yokohama abgebrochen. Teile des Schiffes wurden in Japan ausgestellt und 1947 an die Volksrepublik China abgegeben und werden jetzt im Militärmuseum der chinesischen Revolution in Peking ausgestellt.

## Nachbau

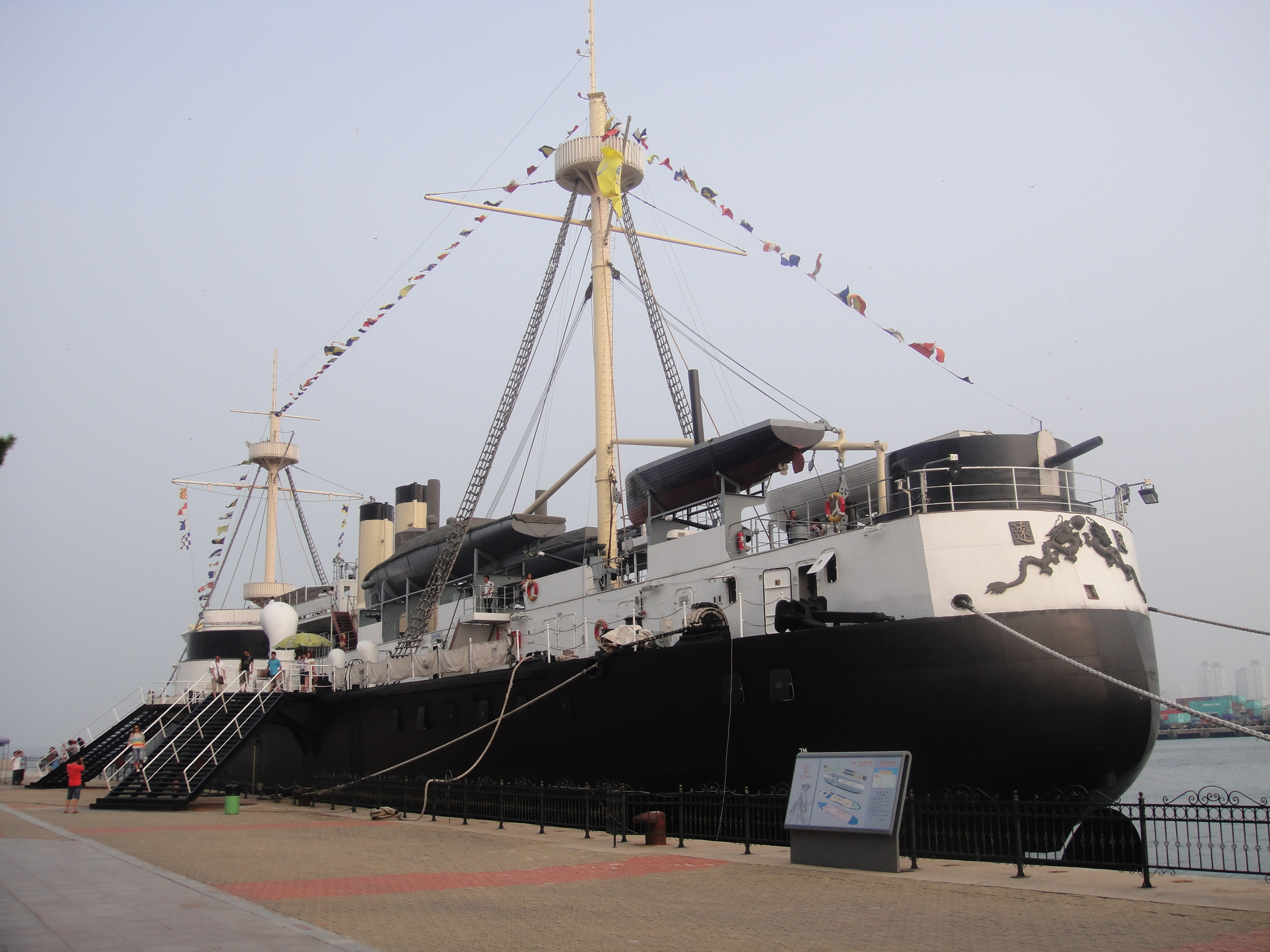
Nachbau der Dingyuan, im Juli 2012.

Um diese Zeit darzustellen investierten das „Weihai Port Bureau“ und die „Weigao Group“ 50 Millionen Yuan (6 Millionen US-Dollar), um eine Replika der Dingyuan zu bauen. Der Bau begann im Maßstab 1:1 am 20. Dezember 2003. Das Schiff ist die größte Replika eines alten Kriegsschiffes weltweit. Die Kopie der Dingyuan ist heute ein schwimmendes Museum. Es enthält Aufzeichnungen und Erinnerungsstücke zur Dingyuan, der Beiyang-Flotte, zum Japanisch-Chinesischen Krieg und zum Leben auf See.